# Carl Jonsson
Carl Jonsson (ur. 16 lipca 1885 w Ryd, zm. 11 listopada 1966 tamże) – szwedzki przeciągacz liny, złoty medalista igrzysk olimpijskich.
Jonsson reprezentował Szwecję na Letnich Igrzyskach Olimpijskich 1912 w Sztokholmie. Był członkiem drużyny rywalizującej w przeciąganiu liny, która składała się z siedmiu policjantów i rybaka. W jedynym pojedynku rozgrywanym w ramach tej dyscypliny Szwedzi pokonali reprezentantów Wielkiej Brytanii. W 1913 wraz z reprezentacją zdobył tytuł mistrza świata.
Był funkcjonariuszem sztokholmskiej policji i członkiem policyjnego klubu sportowego Stockholmspolisens IF. Był również pisarzem i pływakiem długodystansowym.